# Michael Kolb
Michael Kolb (* 1954 in Stuttgart) ist ein deutscher Sportwissenschaftler und Hochschullehrer.

## Leben
Kolb absolvierte an den Universitäten Karlsruhe und Mannheim zwischen 1974 und 1979 ein Lehramtsstudium in den Fächern Deutsch und Sport. Im November 1979 legte er das erste und im Juli 1981 das zweite Staatsexamen für das Lehramt an Gymnasien ab. 1980 und 1981 bestritt Kolb ein Referendariat am Seminar für Erziehung und Didaktik in Esslingen. Ab 1981 (und bis 1989) studierte er Erziehungswissenschaften an der Universität Köln und absolvierte ab 1983 in den Fächern Pädagogik und Philosophie zusätzlich ein Promotionsstudium an der Deutschen Sporthochschule Köln (DSHS) und war parallel dazu von 1981 bis 1988 zunächst als studentische Hilfskraft, dann als wissenschaftlicher Mitarbeiter Pädagogischen Seminar der DSHS tätig. Im März 1989 schloss er seine Doktorarbeit an der DSHS ab und war anschließend erneut als wissenschaftlicher Mitarbeit an der Sporthochschule beschäftigt.
1991 trat Kolb eine Stelle als wissenschaftlicher Angestellter am Institut für Sport und Sportwissenschaften der Christian-Albrechts-Universität (CAU) zu Kiel an, von 1992 bis 1998 war er an der CAU folgend Assistent und von 1998 bis 2000 Oberassistent. Im April 1998 schloss er bei Herbert Haag in Kiel seine Habilitation ab. Kolb weilte von 1999 und 2000 als Vertretungsprofessor für Sportpädagogik am Institut für Sport und seine Didaktik der Universität Dortmund, im Oktober 2000 trat er am Institut für Sportwissenschaft der Universität Wien eine Professorenstelle für Bewegungs- und Sportpädagogik an, nachdem er zuvor eine C4-Professur für Sportpädagogik an der Universität Dortmund abgelehnt hatte.
Von 1995 bis 1997 saß Kolb bei der Deutschen Vereinigung für Sportwissenschaft (DVS) im Sprecherrat des Ausschusses „Wissenschaftlicher Nachwuchs“, von 2000 bis 2002 war er stellvertretender Sprecher der DVS-Sektion für Sportpädagogik und im selben Zeitraum Vorstandsmitglied in der Österreichischen Sportwissenschaftlichen Gesellschaft (ÖSG). Von 2001 bis 2014 war Kolb Schriftleiter von „Spectrum der Sportwissenschaften“, der Zeitschrift der Österreichischen Sportwissenschaftlichen Gesellschaft. 2016 fand er abermals Aufnahme in die Vorstandsschaft der ÖSG.
Kolbs Forschungsbereiche umfassen Themen wie das Sportspiel, den Sportunterricht, Bewegungs- und Sportmöglichkeiten in der Freizeit in städtischen Gebieten, den Skateboardsport, den Freestylesport, Gesundheitsprojekte in Sportvereinen, Altern und Sport.